# Bingsu
Patbingsu is een populair dessert in Korea, met name in de warme en vochtige zomers. Het is een typisch Koreaans nagerecht, maar wordt ook vaak als snack genuttigd.
Patbingsu werd gemaakt van schaafijs met anko (gezoete azukibonen), pat genoemd, en werd verkocht door straathandelaren. Tegenwoordig is het aantal toevoegingen haast zonder einde en kent het dessert vele variaties. Populaire toevoegingen zijn stukjes tteok, siroop, softijs, jelly, stukjes fruit (met name aardbeien, kiwi's en bananen), bevroren yoghurt en melk.

## Fastfood
In de zomer wordt deze snack ook door veel fastfoodketens in Zuid-Korea verkocht. Bij Lotteria, McDonald's, KFC en Burger King staat het van mei tot oktober op het menu.